# Villemain
Villemain ist eine französische Gemeinde mit 151 Einwohnern (Stand: 1. Januar 2022) im Département Deux-Sèvres in der Region Nouvelle-Aquitaine (vor 2016 Poitou-Charentes). Sie gehört zum Arrondissement Niort und zum Kanton Melle.

## Geographie
Villemain liegt etwa 47 Kilometer südöstlich von Niort. Umgeben wird Villemain von den Nachbargemeinden Aubigné im Westen und Norden, Loubillé im Norden und Nordosten, Couture-d’Argenson im Osten und Süden sowie Villiers-Couture im Südwesten.

## Bevölkerungsentwicklung
| Jahr                       | 1962 | 1968 | 1975 | 1982 | 1990 | 1999 | 2006 | 2019 |
| Einwohner                  | 326  | 291  | 241  | 238  | 208  | 171  | 174  | 148  |
| Quellen: Cassini und INSEE |      |      |      |      |      |      |      |      |

## Sehenswürdigkeiten

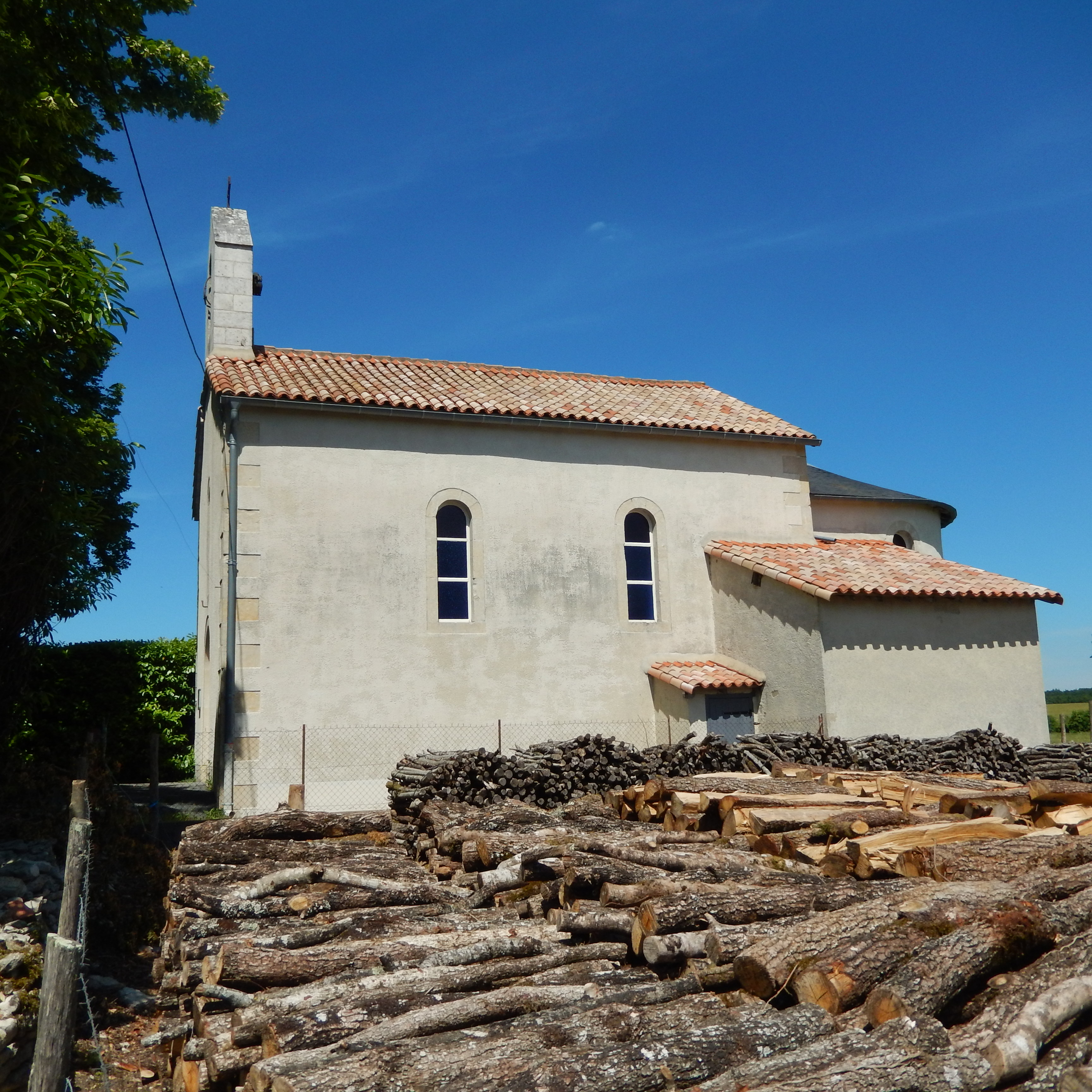
Kirche Notre-Dame

- Kirche Notre-Dame